# 라인 레벨
라인 레벨(line level) 또는 회선 레벨은 CD와 DVD 플레이어, 텔레비전 수상기, 오디오 앰프, 믹싱 콘솔 등의 오디오 부품들 간에 아날로그 소리를 전달하기 위해 사용되는 오디오 신호의 강도이다.
라인 레벨은 각기 다른 레벨의 오디오 신호 사이에 위치한다. 마이크로폰(마이크 레벨/마이크로폰 레벨), 악기 픽업(악기 레벨)과 같은 세기가 약한 것과 헤드폰, 스피커(스피커 레벨)을 동작시키기 위해 사용되는 세기가 센 것이 존재한다. 이렇게 다양한 신호의 강도는 반드시 출처가 되는 장치의 출력 전압을 의미하는 것은 아니다. 출력 임피던스와 출력 전원 용적에 따라서도 달라질 수 있다.
오디오와 관련된 컴퓨터 전자 기기들(예: 사운드 카드)은 라인 인(line in)과 라인 아웃(line out)이라는 이름의 단자가 존재하는 경우가 있다. 라인 아웃 제공자들은 오디오 신호 출력을 제공하며 라인 인은 소리 입력을 받는다. 소비자 지향 오디오 장비의 라인 인/아웃 연결은 일반적으로 접지, 좌우채널, 스테레오 RCA 잭을 제공하는 3.5 mm의 TRS 미니잭 커넥터로 언밸런시드 형태를 취한다. 전문가용 장비는 일반적으로 6.35 mm(1/4인치) TRS 폰 잭이나 XLR 단자의 밸런스드 형태를 사용한다. 전문가 장비 또한 1/4 인치의 TS 폰 잭의 언밸런스 형태의 연결을 사용할 수도 있다.

## 노미널 레벨

레퍼런스 및 라인 레벨의 전압 대 사인파 시간.+4dBu 라인 레벨에 대한 V_{RMS}, V_{PK}, V_{PP}가 표시되었다.

| 이용              | 명목 상 수치 | 명목 상 수치, VRMS | 피크 진폭, VPK | 피크 대 피크 진폭, VPP |
| ----------------- | ------------ | ------------------ | -------------- | ---------------------- |
| 프로페셔널 오디오 | +4 dBu       | 1.228              | 1.736          | 3.472                  |
| 컨슈머 오디오     | −10 dBV      | 0.316              | 0.447          | 0.894                  |

## 라인 아웃
라인 아웃 심볼. PC 가이드 컬러      라임빛 녹색.

## 라인 인
라인 인 심볼. PC 가이드 컬러      담청색.

## 같이 보기
- 마이크로폰
- 앰프
- 사운드 카드